# Gill Sans
Pour les articles homonymes, voir Gill.
Gill Sans est une police de caractères sans empattement - en anglais : sans-serif (d'où son qualificatif de Sans) - créée en 1928 par le graphiste et sculpteur britannique Eric Gill. La police s'inspire de l'Edward Johnston's, utilisée pour le métro londonien, et a servi de base à de nombreuses autres polices humanistes telles que le Syntax et le SS Scala Sans.

## Description

### Majuscules
De même que dans les polices Caslon et Baskerville, elles prennent modèle sur les capitales latines, qu'on observe par exemple sur la colonne Trajane.
Le « M » majuscule du Gill Sans est construit à partir d'un carré ; les deux demi-diagonales forment l'embarrure de la lettre.
La famille de polices Gill Sans regroupe 14 styles différents ; le rendu de chacun d'entre eux paraît moins géométrique que celui de polices comme le Futura – grâce, justement, à cette inspiration latine.

### Bas de casse
Elles ont été dessinées à partir des lettres scriptes carolingiennes, au contraire de polices plus réalistes telles que Akzidenz-Grotesk ou Univers.
Cette influence se ressent particulièrement dans les minuscules « a » et « g », alors que le « t » est plus semblable aux anciens sans serif, tant par ses proportions que par la terminaison oblique du trait vertical.
Le « e » italique est, lui, très calligraphique, et le « p » italique, bien que moins délié que le e, se ressent lui aussi de ces influences du Caslon et du Baskerville.

## Utilisation

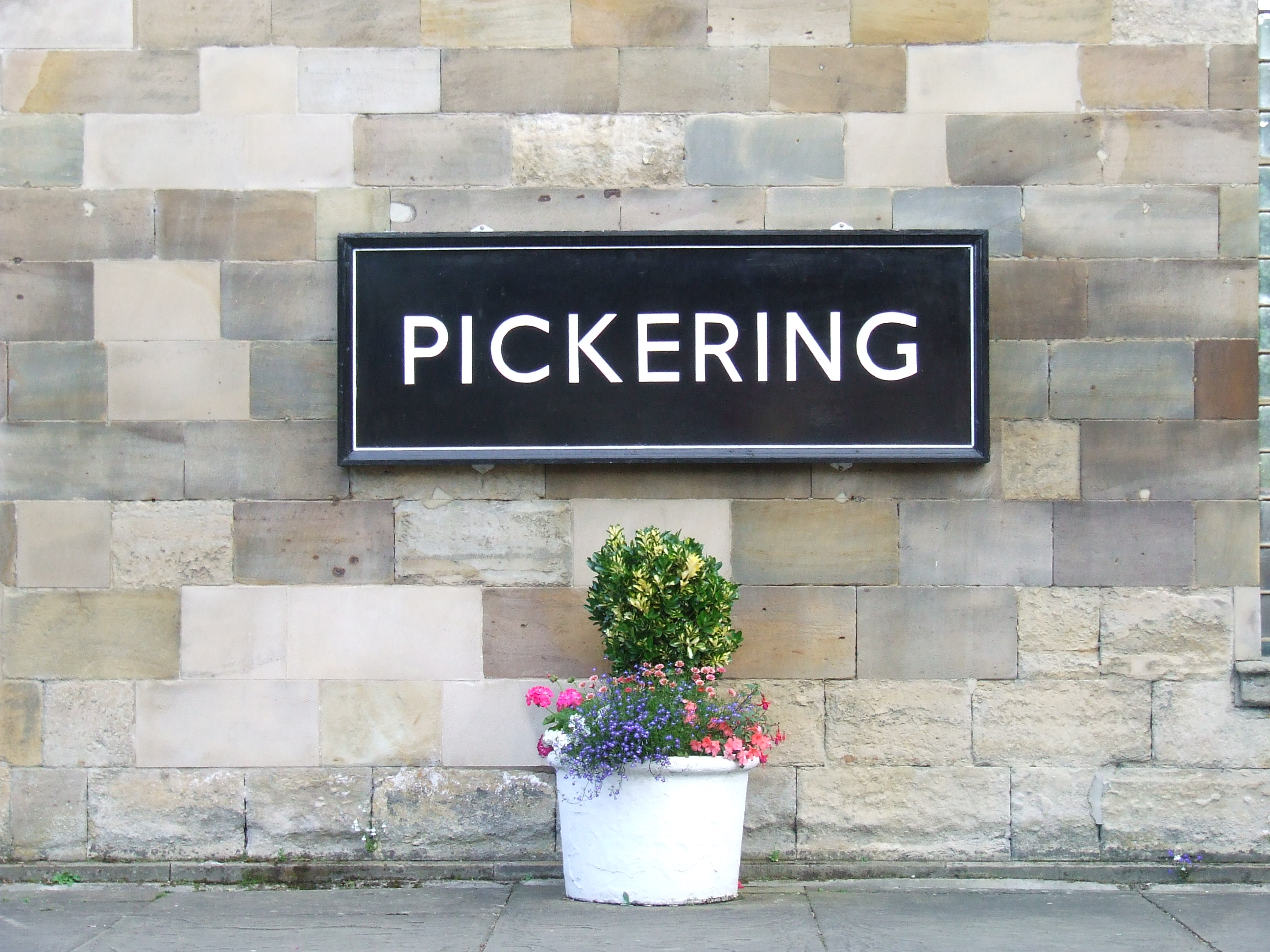
Gill Sans utilisé sur le panneau annonçant une gare anglaise.

### Compagnies de chemin de fer
Dès 1929, Gill Sans a été choisie comme police standard par la compagnie britannique LNER, qui l'a abondamment utilisée, que ce soit sur les plaques portant le nom des gares, les menus des voitures restaurant, les horaires ou sur les plaques d'identification des locomotives. À la nationalisation en 1948, British Railways a conservé le Gill Sans pour l'ensemble de sa signalétique, de même que British Rail à la nouvelle privatisation de 1965.

### Dans les médias
La BBC a adopté cette police et ses variantes en 1997 et l'a utilisée jusqu'en 2006 sur BBC One et BBC Two, année du renouvellement de l'habillage de ces chaînes et en 2007 sur BBC Three. Gill Sans est toujours utilisé pour le logo de la BBC et les chaînes d'informations : BBC News et BBC World News ainsi que BBC Four.
Le Gill Sans Ultra Bold forme les trois caractères « T », « F » et « 1 » du logo de la chaîne TF1 depuis sa création en 1989 ; seul l'espacement a été ajusté par rapport à l'espacement d'origine, pour rendre le logo plus équilibré.
L'éditeur britannique Penguin Books l'utilise depuis 1935 pour les jaquettes de ses livres au format poche ainsi que l'éditeur français P.O.L depuis 1990 pour toutes ses couvertures de livres.

### Ailleurs

Dernière version du logo de La République en marche ! utilisant la police Gill Sans.

D'autres firmes utilisent le Gill Sans, en particulier Apple, AMD, Philips, Otis, Saab,Rolls Royce. On remarquera que les versions les plus maigres conviennent parfaitement pour du texte alors que les versions les plus grasses sont idéales pour les titres.
C'est aussi la police officielle du mouvement politique La République en marche ! depuis 2016.
C'est enfin la police utilisée dans le Bescherelle pour le texte courant.